# Quebrada Parca
La quebrada Parca es curso natural de agua intermitente que nace en las estribaciones occidentales de la cordillera de los Andes y fluye hacia el oeste en la Región de Tarapacá hasta desembocar en la quebrada de Quipisca de la pampa del Tamarugal.

## Historia
Luis Risopatrón lo describe en su Diccionario Jeográfico de Chile de 1924:: 633 
Parca (Quebrada de) 20° 03' 69° 20'. Es honda, ofrece aguadas que alimentan buenos alfalfales i sustentan a los caseríos de Parca, Tamijña i Noasa; corre hácia el SW i desemboca en la quebrada de Quipisca. 116, p. 281 i 295; 134; i 156.